# Tegla Loroupeová
Tegla Čepkite Loroupeová (* 9. května 1973) je bývalá keňská atletka, běžkyně, která se specializovala na dlouhé tratě. Je držitelkou světových rekordů v běhu na 20, 25 i 30 kilometrů. Byla také světovou rekordmankou v hodinovce a maratonu.

## Kariéra
Na světovém šampionátu v Göteborgu 1995 a v Seville 1999 si doběhla v závodě na 10 000 metrů pro bronzové medaile. Třikrát reprezentovala na letních olympijských hrách (Barcelona 1992, Atlanta 1996, Sydney 2000). Olympijskou medaili se ji vybojovat nepodařilo. Největší úspěchy zaznamenala na olympiádě v Sydney v roce 2000, kde v běhu na 10 000 metrů obsadila 5. místo a maraton dokončila v čase 2.29:45 na 13. místě.
Je také pětinásobnou mistryní světa v půlmaratonu. V současnosti působí jako ambasadorka IAAF a účastní se mnoha dobročinných akcí.

## Vyznamenání
- Řád velkého válečníka Keni – Keňa, 2005[3]
- Řád hořícího kopí III. třídy – Keňa, 2010[4]

## Osobní rekordy
Dráha
- Běh na 20 000 metrů – 1:05:26,6 (2000)  (Současný světový rekord)